# 日枝社 (さいたま市桜区)
日枝社（ひえしゃ）は、埼玉県さいたま市桜区の神社。

## 歴史
創建年代は不明である。伝承では、当社の大山咋命と上大久保氷川神社の須佐男尊は、一緒に船で当地に来たと伝わっている。両社は1289年（正応2年）より交互に「五九の市」と称する市が立っていたという記録がある。そのため、鎌倉時代までには既に存在していたものと推測される。
1875年（明治8年）、近代社格制度に基づく「村社」に列せられた。その際に「山王社」から「日枝社」に改称した。

## 交通アクセス
- 路線バス片町停留所より徒歩5分。